# I Do (But I Don't)
I Do (But I Don't) (Brasil: O Resgate do Amor ou Resgate do Amor ) é um telefilme estadunidense de comédia romântica de 2004 estrelado por Denise Richards, Dean Cain, Karen Cliche, Olivia Palenstein e Mimi Kuzyk. Foi dirigido por Kelly Makin e escrito por Cara Lockwood e Eric C. Charmelo. O filme é baseado no romance de Cara Lockwood de mesmo nome.

## Sinopse
A planejadora de casamentos júnior Lauren Crandell (Denise Richards) é designada para o casamento de Darla Tedanski (Karen Cliche), filha de uma família proeminente com sua chefe Gennifer "G" (Jessica Walter), que promete a ela uma promoção há muito esperada se ela se sair bem.
No dia seguinte, Lauren encontra o bombeiro Nick Corina (Dean Cain) quando ele resgata um noivo de uma falha 'de entrada grande.' Ela sente uma atração imediata, mas quando Lauren acidentalmente encontra Nick novamente naquela noite, ela vê Darla pendurada nele. Sim, quando ela verifica, o noivo de Darla é "James Nicholas Corina". Ela tenta esquecer Nick e se concentrar nos planos de casamento de Darla enquanto uma revista de noivas entrevista G, que leva o crédito por todos os casamentos - pelos quais Lauren fez a maior parte do trabalho. Darla acabou sendo uma "Bridezilla", uma filha privilegiada egoísta e controladora que perdeu a perspectiva sobre o dia de seu casamento. O principal alívio de Lauren é o humor e camaradagem de Marc (Barry Julien), o sofredor e abertamente assessor gay de Darla. Naquela noite, a mãe de Lauren, Cookie (Mimi Kuzyk), convida Lauren e o marido de Lauren, Brad (David Lipper) para jantar. Não sabendo que Brad traiu Lauren, Cookie quer que Lauren dê uma segunda chance ao casamento, mas tudo que Lauren quer é que Brad pare de enrolar e assine os papéis do divórcio que ela lhe enviou semanas atrás.